# Zamłynie (województwo śląskie)
Zamłynie – wieś w Polsce położona w województwie śląskim, w powiecie kłobuckim, w gminie Wręczyca Wielka.

## Położenie i charakterystyka

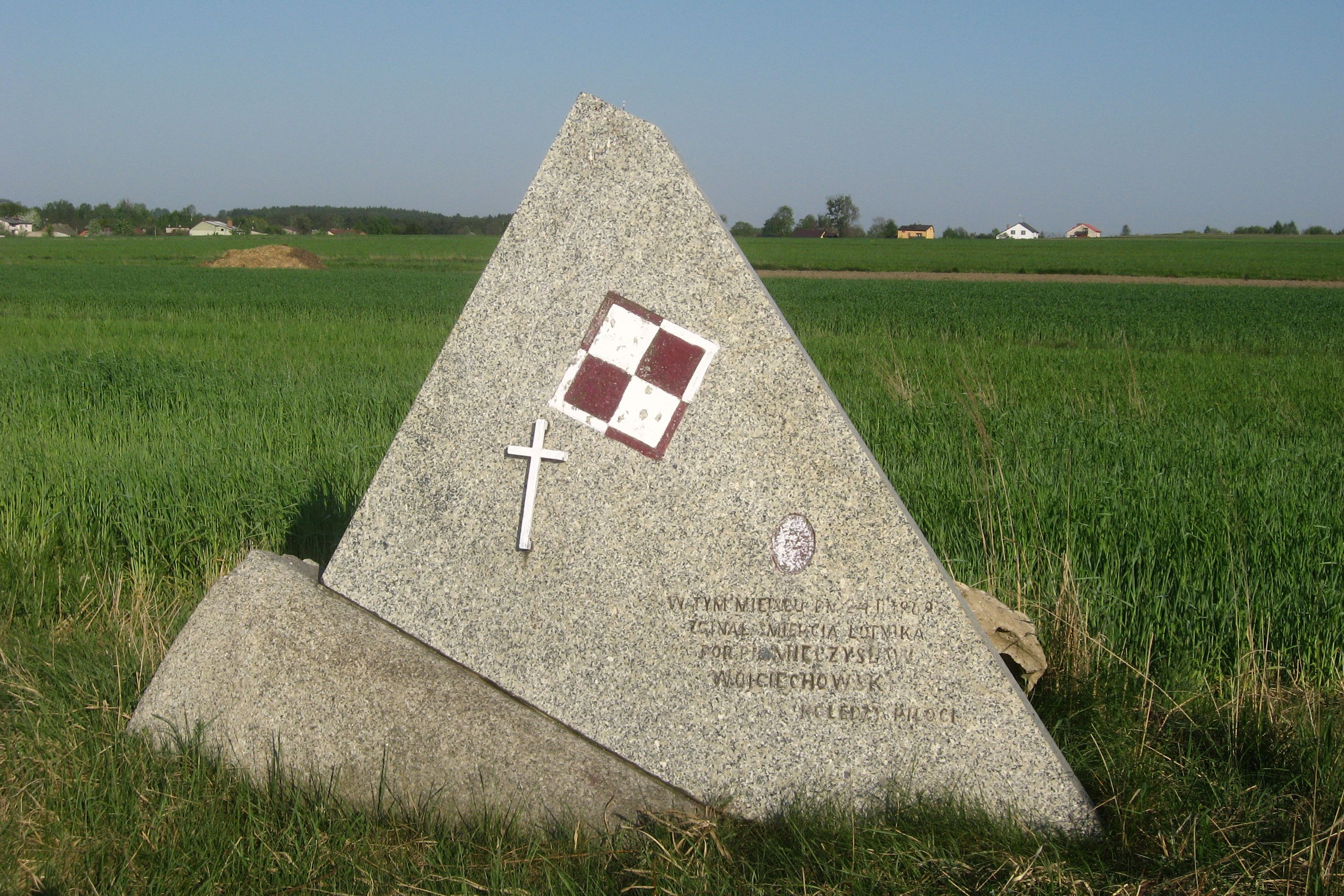
Tablica upamiętniająca śmierć lotnika

Wieś położona jest na zachód od Wręczycy Wielkiej przy drodze łączącej Truskolasy z Kulejami, jest typem ulicówki. Podlega parafii św. Mikołaja w Truskolasach i należy do obwodu szkolnego Zespołu Szkół w Truskolasach. Nazwa miejscowości nawiązuje do nieistniejącego dziś drewnianego młyna wodnego z połowy XIX wieku usytuowanego w okolicach wsi. Na terenie wsi (w drodze do Truskolasów) stoi drewniana przydrożna kapliczka z XIX wieku z rzeźbą św. Jana Nepomucena. W polach przylegających do wsi, od strony Brzezinek, znajduje się tablica pamiątkowa w kształcie skrzydła samolotu, upamiętniająca śmierć lotnika Mieczysława Wojciechowskiego z 11. Pułku Lotnictwa Myśliwskiego, który rozbił się tam 24 stycznia 1969 w samolocie MiG-21. 
W latach 1975–1998 miejscowość należała administracyjnie do województwa częstochowskiego.

## OSP w Zamłyniu
Pierwsze próby utworzenia jednostki OSP w Zamłyniu podjął Józef Kozak w 1933 roku. Wszelkie szkolenia strażacy odbywali w Truskolasach, a sprzęt i wóz bojowy przechowywano w prywatnej stodole. Jednostka została oficjalnie założona dopiero po II wojnie światowej, 3 października 1954 roku. Jej pierwszym komendantem został Antoni Duda, a prezesem Stanisław Kozak. 22 września 1957 roku do użytku oddano remizę strażacką, która pełni swą funkcję do dziś.